# Douglas F6D Missileer
Douglas F6D Missileer – amerykański pokładowy samolot myśliwski obrony powietrznej floty, zaproponowany Marynarce Wojennej Stanów Zjednoczonych, w odpowiedzi na konkurs ogłoszony w 1957 roku.
Pierwszy prototyp F6D-1 miał ważyć 22 650 kg i miał być napędzany dwoma turbowentylatorowymi silnikami Pratt & Whitney TF30-P-2 bez dopalaczy, zoptymalizowanymi do niskiego zużycia paliwa, a nie nadania maszynie dużych prędkości. Samolot miał latać z prędkościami poddźwiękowymi, ale w zamian miał charakteryzować się długim czasem lotu dochodzącym do 6 godzin i promieniem działania 150 Mm od lotniskowca.
Samolot miał posiadać proste skrzydła oraz silniki zamontowane u ich nasady po obu stronach kadłuba, co upodabniało go do innej maszyny wytwórni Douglas Aircraft Company F3D Skyknight, ale w powiększonej wersji. Konfiguracja taka była bardzo charakterystyczna dla konstruowanych ówcześnie samolotów szturmowych, takich jak radziecki Su-25 czy amerykański Northrop A-9. Wyposażenie elektroniczne maszyny miał stanowić impulsowy radar dopplerowski Westinghouse AN/APQ-81 o zasięgu 220 km (120 Mm), zdolny do jednoczesnego śledzenia i atakowania 6 celów powietrznych. Głównym uzbrojeniem maszyny miały być opracowywane równolegle pociski rakietowe klasy powietrze-powietrze AAM-N-10 Eagle o zasięgu 185 km. Planowano, że nowe pociski będą mogły być wyposażone w klasyczną głowicę odłamkowo-burzącą lub nuklearną niskiej mocy do niszczenia grup samolotów przeciwnika. Wyposażenie F6D tylko w pociski rakietowe było źródłem jego nazwy Missileer, czyli „przenoszący pociski rakietowe”.
Po wystrzeleniu wszystkich pocisków, F6D-1 stawał się bezużyteczny ze względu na brak uzbrojenia obronnego, a z powodu niskiej zwrotności i słabego przyspieszenia, był niezdolny do wykonania skutecznych uników przed wrogimi pociskami. Ponadto, jego rola ograniczała się tylko do samolotu obrony powietrznej, dlatego też United States Navy zrezygnowała z dalszego rozwoju tej maszyny w grudniu 1960 roku. Bardziej uniwersalnym następcą Missileera miał być samolot General Dynamics F-111B, który również nie spełnił wymagań marynarki. Ostatecznie, rolę „strażnika floty” powierzono całkowicie nowej maszynie opracowanej przez wytwórnię lotniczą Grumman Aircraft Engineering Corporation F-14 Tomcat.
Fiasko projektu samolotu F6D osłabiło pozycję wytwórni Douglas na rynku maszyn wojskowych i cywilnych, a w konsekwencji doprowadziło w 1967 roku, do połączenia z wytwórnią McDonnell i utworzenia McDonnell Douglas.
Projekt pocisku rakietowego Eagle również został przerwany, ale doświadczenia zdobyte przy jego konstrukcji zostały przekazane wytwórni Hughes Aircraft, stając się bazą do projektu AIM-54 Phoenix. Taki sam los spotkał system kierowania ogniem opracowany do Eagle'a, później dostosowany do pocisków Phoenix i zaimplementowany do samolotu F-14 Tomcat.